# Tyrolienne (outil)
 (juillet 2017).
Si vous disposez d'ouvrages ou d'articles de référence ou si vous connaissez des sites web de qualité traitant du thème abordé ici, merci de compléter l'article en donnant les références utiles à sa vérifiabilité et en les liant à la section « Notes et références ».
Pour les articles homonymes, voir Tyrolienne.

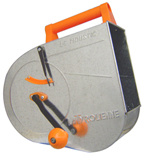
Tyrolienne.

La tyrolienne ou machine à crépir est une boite en tôle électro-zinguée pouvant projeter de l'enduit de façade sur les maçonneries grâce à l'action d'un rotor, muni de lamelles en acier inoxydable.

## Fonctionnement
À un certain moment de la rotation, ces lamelles sont bandées vers l’arrière par un butoir réglable (la butée) puis en continuant la rotation, les lamelles sont brusquement relâchées pour venir taper sèchement contre un arrêtoir se trouvant sur le rotor. Cette action a pour but d’éjecter avec précision la matière hors de la machine en millions de gouttelettes.
La machine permet d'obtenir facilement des plus beaux crépis du plus fin aux plus variés par projection de ciments, mortiers, mélanges tout-prêt.

## Historique
Le nom de « tyrolienne » (machine à crépir) provient d'une ancienne méthode de finition de façades par des maçons venant de cette région italo-autrichienne.
Au XXe siècle beaucoup de ces travailleurs sont intervenus sur les chantiers français. À l'origine ces maçons donnaient la dernière couche de crépi pour la finition des façades (mortier de sable souvent teinté avec du ciment blanc et de la chaux blanche) en trempant un balai de bouleau dans un lait de ciment et en donnant un choc sur celui-ci de façon à projeter d'une façon régulière cet enduit de finition.
Il existe une variante pour appliquer cette couche de finition. La projection se fait à la truelle. Cette façon demande une certaine habileté pour étaler un grain régulier.
Toutes ces méthodes se sont donc appelées naturellement « balai » en langage professionnel et populaire de chantier.
L'inventeur niçois de l'appareil mécanique (tyrolienne) a eu l’idée de remplacer cette méthode dite « balai ». Il s'est donc inspiré du lieu d'origine de ces maçons pour dénommer sa trouvaille et déposer la marque.
Aujourd'hui ce travail s'exécute le plus souvent à l'aide d'un pistolet et d'un compresseur d'air. Très souvent le produit de projection est livré en sac ou dans des silos avec la teinte désirée. Ce produit est dit « monocouche ».
Une nouvelle méthode moins connue est apparue récemment, utilisant une vis sans fin reliée à une perceuse pour pousser le mortier, et un compresseur d'air pour projeter l'enduit.

## Murs crépis à la tyrolienne
Toutes sortes de décorations plus ou moins complexes peuvent être effectuées grâce aux crépis à la tyrolienne. Des bandes adhésives et/ou des règles de bois peuvent être utilisées pour les décorations. La seule limitation reste l'imagination du technicien.